# Лайзанс, Евгений
Евге́ний Ла́йзанс (латыш. Jevgēņijs Laizāns; 30 мая 1983, Рига, Латвийская ССР, СССР) — латвийский футболист, вратарь.

## Биография
Сын вратаря сборной Латвии Раймонда Лайзанса, внук Лаймониса Лайзанса.
8 июля 2011 года присоединился к «Олимпу», в составе которого дебютировал уже 10 июля, в игре против «Елгавы» (1:3).